# Municipio de Silver Creek (condado de Merrick)
El municipio de Silver Creek (en inglés: Silver Creek Township) es un municipio ubicado en el condado de Merrick en el estado estadounidense de Nebraska. En el año 2010 tenía una población de 592 habitantes y una densidad poblacional de 5,11 personas por km².

## Geografía
El municipio de Silver Creek se encuentra ubicado en las coordenadas 41°20′0″N 97°39′56″O / 41.33333, -97.66556. Según la Oficina del Censo de los Estados Unidos, el municipio tiene una superficie total de 115.84 km², de la cual 109,89 km² corresponden a tierra firme y (5,14 %) 5,95 km² es agua.

## Demografía
Según el censo de 2010, había 592 personas residiendo en el municipio de Silver Creek. La densidad de población era de 5,11 hab./km². De los 592 habitantes, el municipio de Silver Creek estaba compuesto por el 98,65 % blancos, el 0,17 % eran afroamericanos, el 0,17 % eran amerindios, el 0,17 % eran asiáticos, el 0,84 % eran de otras razas. Del total de la población el 2,53 % eran hispanos o latinos de cualquier raza.